# Banteay Meanchey
Banteay Meanchey é uma província localizada no noroeste do Camboja. Sua capital é Sisophon. Possui uma área de 6.679 km². Em 2008, sua população era de 678 033 habitantes.
A província está subdividida em 8 distritos:
| Código ISO | Nome nativo | Distrito         | População |
| ---------- | ----------- | ---------------- | --------- |
| 0102       | មង្គលបុរី      | Mongkol Borei    | 138 190   |
| 0103       | ភ្នំស្រុក       | Phnum Srok       | 45 251    |
| 0104       | ព្រះនេត្រព្រះ     | Preah Netr Preah | 70 673    |
| 0105       | អូរជ្រៅ        | Ou Chrov         | 100 590   |
| 0106       | សិរីសោភ័ណ       | Serei Saophoan   | 98 848    |
| 0107       | ថ្មពួក        | Thma Puok        | 53 536    |
| 0108       | ស្វាយចេក       | Svay Chek        | 47 960    |
| 0109       | ម៉ាល័យ         | Malai            | 22 724    |